# Mademoiselle météo
Pour les articles homonymes, voir Miss Météo.
Mademoiselle météo (お天気お姉さん, Otenki Oneesan) est un manga écrit par Tetsu Adachi prépublié dans le Weekly Young Magazine entre septembre 1992 et août 1994. Il est adapté en anime sous la forme de OAV de deux épisodes, puis adapté à deux reprises en film de prise de vue réelle.
En français, le manga n'a pas été traduit et l'anime est distribué par EVA. Le premier film a été diffusé à la télévision en France en version sous-titrée  sous le titre La Fille de la météo.
En anglais, le  manga est disponible chez CPM Manga sous le titre de Weather Woman, l'anime est distribué par The Right Stuf International sous le titre de Weather Report Girl. Les deux films, Weather Woman et Weather Woman Returns ont été doublés en anglais et sont distribués pas Asian Pulp Cinema.
L'œuvre, souvent présenté comme érotique et réservé aux adultes, présente de nombreuses scènes à caractère érotique. Il y a effectivement présence de nudité, de scènes de masturbation, de lesbianisme et de fétichisme, mais aucune partie génitale et aucune relation sexuelle n'est montrée. Le manga et l'anime sont aussi présentés comme ecchi puisqu'il y a présence de sexualité dans une série comique, bien que la fonction de la sexualité soit plus érotique que comique.

## Synopsis
La chaine de télévision ATV éprouve des difficultés, puisqu'elle est la chaine la moins regardée selon les statistiques.
Lorsque Michiko Kawai prend congé, elle choisit Keiko Nakadai comme remplaçante. Keiko, une employée soumise et peu séduisante se révèle être une femme séduisante et dominante. Lors de son premier passage à la télévision, elle soulève sa jupe pour indiquer le niveau de précipitations. Keiko remplace alors Michiko, qui tente de reprendre sa place. Elle termine par devenir l'aide personnelle de Keiko, ou plutôt son esclave.
Keiko devra aussi confronter Kaori Shimamori afin de conserver son rôle de présentatrice vedette.

## Manga
Le manga a été publié en deux versions tankōbon par Kōdansha. La première, l'édition Young Magazine, a été publiée entre septembre 1992 et août 1994. La deuxième, l'édition platine, a été publiée entre mai et septembre 2003. La liste des tomes reprend la date de la première édition et le numéro ISBN de l'édition platine.
Le premier volume a été publié en anglais par CPM Manga.
| no | Japonais       | Japonais   | Anglais        | Anglais    |
| no | Date de sortie | ISBN       | Date de sortie | ISBN       |
| -- | -------------- | ---------- | -------------- | ---------- |
| 1  | septembre 1992 | 4063530523 | janvier 2002   | 156219948X |
| 2  | décembre 1992  | 4063530701 |                |            |
| 3  | mars 1993      | 406353071X |                |            |
| 4  | juin 1993      | 4063530876 |                |            |
| 5  | septembre 1993 | 4063530884 |                |            |
| 6  | décembre 1993  | 406353099X |                |            |
| 7  | avril 1994     | 4063531015 |                |            |
| 8  | août 1994      | 4063531120 |                |            |

## Anime
| No | Titre français | Titre japonais | Titre japonais | Date de 1re diffusion |
| No | Titre français | Kanji          | Rōmaji         | Date de 1re diffusion |
| -- | -------------- | -------------- | -------------- | --------------------- |
| 1  |                |                |                |                       |
| 2  |                |                |                |                       |

## Film

### Mademoiselle Météo
- Kei Mizutani : Keiko Nakadai
- Takashi Sumida : Minoru Yamagishi
- Yasuyo Shirashima : Kaori Shimamori
- Saori Taira : Michiko Kawai

### Weather Woman Returns
- Misa Aika : Keiko Nakadai

## Personnages
- Keiko Nakadai : Keiko est une jeune femme qui est prête à tout pour devenir célèbre. Lorsqu'elle a la chance de remplacer Michiko Kawai pour lire la météo à la télévision, elle n'hésite pas à montrer ses sous-vêtements à l'écran, dans le but de conserver son nouveau poste et de gagner en popularité. Elle a un certain penchant pour le sexe et elle se donne régulièrement du plaisir, que ce soit chez elle ou dans les toilettes au travail.
- Minoru Yamagishi : Ancien camarade de classe de Keiko, lorsqu'il la voit à la télévision, il s'introduit à ATV afin d'y rencontrer Keiko. Il finira par travailler à ATV et à aider Keiko dans ses aventures.
- Michiko Kawai : Michiko est la présentatrice vedette de la météo de la chaine ATV. Après avoir été remplacée par Keiko, elle devient sa subordonnée, ou plutôt son esclave, puisque Keiko lui demande d'effectuer les tâches les plus humiliantes possible. Bien que Michiko tente de se venger, ses plans échouent toujours.
- Kaori Shimamori  : Fille du directeur général, elle a étudié le journalisme en France et est de retour au Japon pour prendre la place de Keiko.
- M. Shimamori : Il est directeur général de ATV et est opposé aux méthodes de Keiko, qu'il trouve vulgaire et sans professionnalisme.
- M. Gondo : Il est le président de ATV et supporte la vision nouvelle de Keiko en ce qui concerne la façon de présenter la météo.